# Březolupy
Březolupy är en ort i Tjeckien.   Den ligger i distriktet Okres Uherské Hradiště och regionen Zlín, i den östra delen av landet, 250 km öster om huvudstaden Prag. Březolupy ligger 205 meter över havet och antalet invånare är 1 559.
Terrängen runt Březolupy är platt åt sydväst, men åt nordost är den kuperad. Runt Březolupy är det ganska tätbefolkat, med 166 invånare per kvadratkilometer. Närmaste större samhälle är Zlín, 13,4 km nordost om Březolupy. Trakten runt Březolupy består till största delen av jordbruksmark.